# 320 до н. е.

## Події
- Римський сенат відмовився ратифікувати договір, відіслав консулів до самнитами і продовжував війну. Самніти не покарали заручників.
- Тіт Манлій Торкват призначений диктатором.
- Самніти захоплюють Фрегелли, але потім переможені Публілій.
- Папір захоплює Луцеріі. Самніти розгромлені.
- Агафокл вигнаний з Сіракуз Акесторідом.
- Сатир з Еліди стає дворазовим олімпійським переможцем в кулачному бою (приблизний рік).
- Антигон почав похід проти брата Пердикки Алкета і його Неарха Аттала. З Каппадокії Антигон переправився в Пісідію і прибув до критського міста, де розгромив Алкета і взяв у полон багатьох воєначальників. Алкета сховався в Термісе. Антигон підійшов до міста, Алкета заколовся. Антигон, таким чином, значно збільшив своє військо.
- Кінець Першої війни діадохів.
- Евмен потрапляє в пастку і переможений Антигоном у Оркінії.
- Початок систематичного вивчення ботаніки Феофраст.
- Апеллес пише картину «Афродіта Анадиомена» (приблизний рік).
- Чжоу Шень Цзінь-ван стає царем китайської династії Чжоу.